# Ophiuche gaudialis
Ophiuche gaudialis är en fjärilsart som beskrevs av William Schaus 1912. Ophiuche gaudialis ingår i släktet Ophiuche och familjen nattflyn. Inga underarter finns listade i Catalogue of Life.